# Estrecho de Alor
El estrecho de Alor (también estrecho de Alloo) es un canal de agua que divide el archipiélago de Solor del archipiélago de Alor, en las islas menores de la Sonda de Indonesia. Se encuentra principalmente entre las islas de Pantar y Lembata y permite conectar la parte occidental del mar de Banda en el norte con el mar de Savu en el sur.